# Akhnaten
Akhnaten (deutsch: Echnaton) ist eine Oper von Philip Glass über den ägyptischen König Echnaton und die Amarnazeit. Der Text ist in Englisch sowie in ägyptischer und akkadischer Sprache. Die Uraufführung fand im März 1984 unter der Leitung von Dennis Russell Davies im Opernhaus Stuttgart statt. Stilistisch gehört die Oper dem musikalischen Minimalismus an.

## Entstehung und Stil
Akhnaten ist das letzte Werk in der Portraitopern-Trilogie von Philip Glass, die mit Einstein on the Beach (1975) begann und mit Satyagraha, einer Oper über Mahatma Gandhi, im Jahre 1979 ihre Fortsetzung fand. Keiner dieser Opern liegt eine durchgängige Handlung zugrunde, sondern die Absicht, eine historische Persönlichkeit darzustellen, die durch ihre visionären Ideen geistesgeschichtliche Veränderungen bewirkte. Dabei bezog sich Glass auf die geistigen Wurzeln und das Umfeld. So verwendete er in seiner Oper Akhnaten auch Pyramidentexte aus dem ägyptischen Alten Reich und Texte aus der Amarnazeit. Diese werden vom Erzähler rezitiert und kommentiert oder vom Chor gesungen.
Glass komponierte Akhnaten im Jahre 1983. Die Stuttgarter Uraufführung stand unter der Restriktion, dass zu dem Zeitpunkt das große Opernhaus renoviert wurde. Daher sollte sie im Kleinen (Schauspiel-)Haus stattfinden. In dessen Orchestergraben war aber nicht genügend Platz für ein klassisches Orchester. Daher entfernte Glass in der Komposition die Violinen, was der Oper einen tiefen, dunklen Klang verlieh. Zudem verwendete er erstmals in seinen Opern Rhythmusinstrumente, vor allem in der 2. Szene des ersten Aktes. Bis auf diese Einschränkungen entspricht das Orchester in etwa einem Opernorchester des frühen 19. Jahrhunderts mit 48 Musikern. Das größtenteils in a-Moll stehende Werk ist vorwiegend ruhig fließend und wird nur in dramatischen Szenen (Erstürmung des Amon-Tempels, Sturz Echnatons) bewegter.

## Historischer Hintergrund

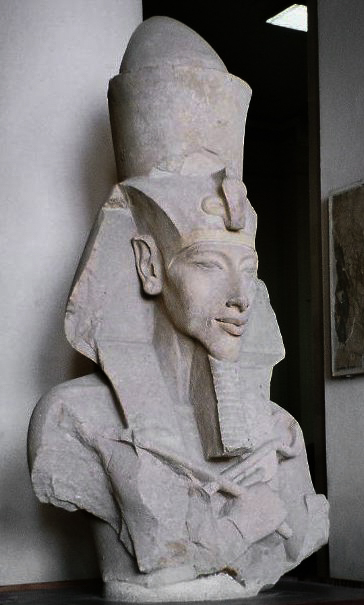
Echnaton

Im ägyptischen Neuen Reich bis zur Zeit Echnatons war Amun der Reichsgott und Hauptgott Ägyptens. Echnaton brach diese Tradition, indem er Aton, die Sonnenscheibe, als einzigen Gott verkündigte und den Amun-Kult abschaffte. Im 5. Regierungsjahr änderte er seinen Geburtsnamen Amenophis (Jmn-ḥtp) („dem Amun wohlgefällig“ oder „Amun ist zufrieden“) in Echnaton (3ḫ n Jtn „der Aton nützlich ist/dient“) und gründete eine neue Hauptstadt Achet-Aton („Horizont des Aton“, Amarna). Später kam es zu Ausschreitungen (Bildersturm) der Aton-Anhänger, indem sie den Götternamen Amun auf offiziellen Monumenten auskratzten. Dabei machten sie selbst beim Namen von Echnatons Vater Amenophis III. nicht Halt. Echnatons religiöse Reformen scheiterten, und unter seinem zweiten Nachfolger Tutanchamun wurde der Amun-Kult wieder eingeführt. Tutanchamun siedelte von Amarna nach Memphis über. Echnaton verfiel in der Ramessidenzeit, frühestens ab Haremhab einer „Damnatio memoriae“.
Nach Raubgrabungen im 19. Jahrhundert kamen auch einige Tontafeln in akkadischer Sprache in den Kunsthandel. Daraufhin wurde systematisch in Amarna gegraben, wobei man auf ein Archiv mit der außenpolitischen Korrespondenz aus den späten Jahren von Amenophis III. und der Regierungszeit Echnatons stieß. Aus diesen, als Amarna-Korrespondenz bekannten Tontafeln in akkadischer Sprache, wird auszugsweise in der Oper zitiert.

## Historische Ungenauigkeiten
Amenophis (Sohn des Hapu), der in der Oper als Amenhotep, Schreiber, Chronist und Erzähler auftritt, starb bereits im 35. Regierungsjahr von Amenophis III. und hat die Regierungszeit Echnatons nicht mehr erlebt.
Ein gewaltsamer Sturz Echnatons, wie es in der 2. Szene des 3. Aktes behauptet wird, ist durch keine Quelle belegt.

## Inhalt
Akhnaten ist keine Oper mit durchgängiger Handlung, sondern ein eher „symbolisches“ Porträt mit verschiedenen Episoden, in denen die Entwicklung und das Scheitern Echnatons dargestellt werden.

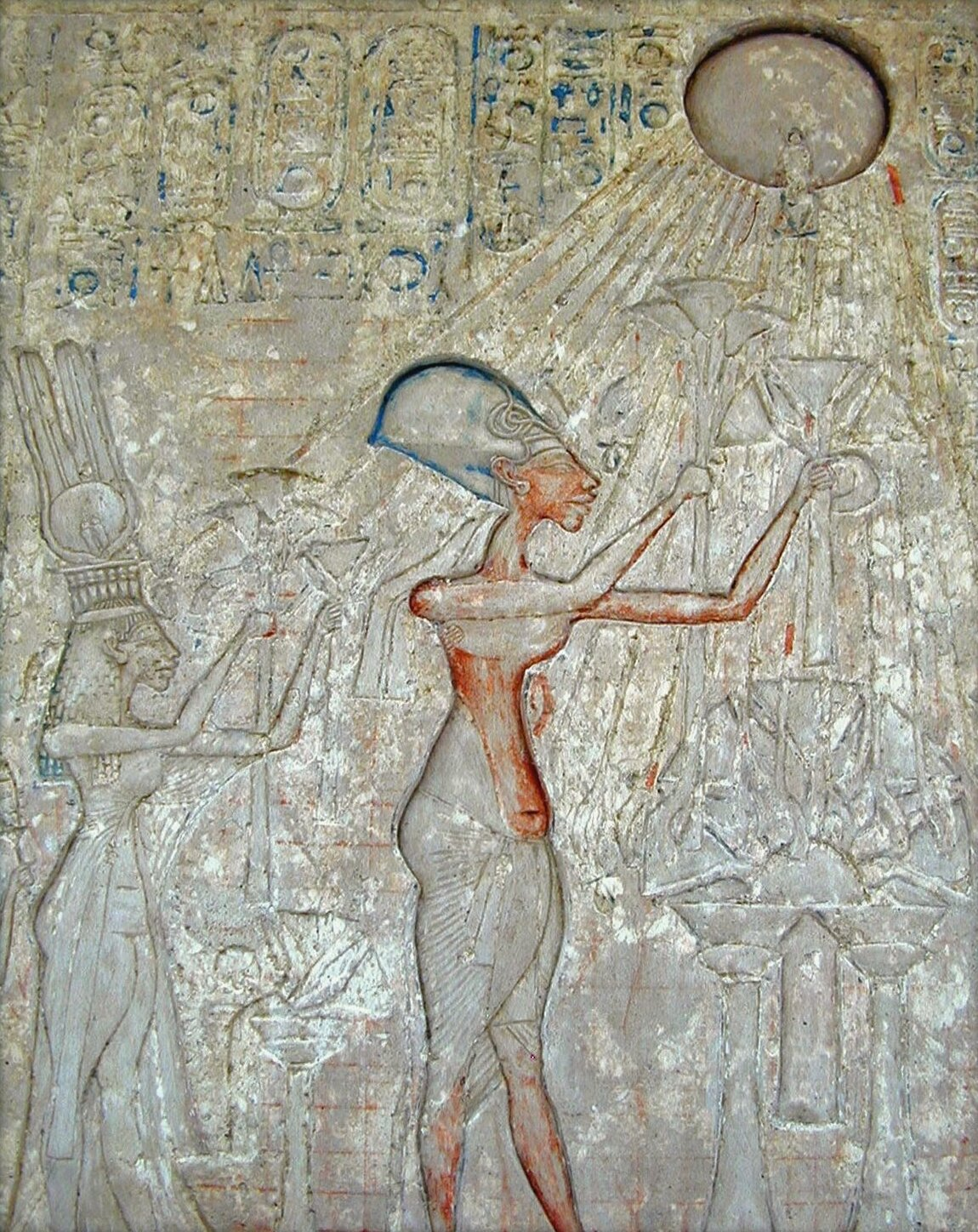
Echnaton, Nofretete und zwei Töchter verehren Aton

Die Oper besteht aus folgenden Teilen
- 1. Akt, Jahr 1 der Regierung Echnatons – Theben
  - Szene 1: Begräbnis von Amenophis III.
  - Szene 2: Die Krönung Echnatons
  - Szene 3: Das Fenster der Erscheinungen
- 2. Akt, Jahre 5 bis 15, Theben und Achetaton (Amarna)
  - Szene 1: Der Tempel
  - Szene 2: Echnaton und Nofretete
  - Szene 3: Die Stadt – Tanz
  - Szene 4: Hymne (Echnaton singt den großen Aton-Hymnus)
- 3. Akt, Jahr 17 und Gegenwart in Achetaton (= Amarna)
  - Szene 1: Die Familie (mit Zitaten aus den Amarnabriefen)
  - Szene 2: Angriff und Sturz
  - Szene 3: Die Ruinen (Gegenwart)
  - Szene 4: Epilog

## Die Sprachebenen
Die Texte des Erzählers, der oft aus ägyptischen Texten und den Amarnabriefen zitiert und die Zuschauer durch die Handlung führt, sind im Original in englischer Sprache, werden aber in der jeweiligen Landessprache vorgetragen. Für die Stuttgarter Uraufführung wurden beispielsweise die englischen Texte von Thomas Körner ins Deutsche übertragen. Dagegen singen die Solisten und der Chor ihre Texte in ägyptischer, akkadischer oder biblisch-aramäischer Sprache. Der Sonnengesang des Echnaton soll nach Anweisung des Komponisten immer in der jeweiligen Landessprache gesungen werden. Nach der Rezitation und dem Abgang des Echnaton am Ende des 2. Aktes singt ein Hintergrundchor in biblisch-aramäischer Sprache Teile aus dem Psalm 104, der, obwohl 400 Jahre jünger, eine auffallende Ähnlichkeit mit dem Sonnengesang von Amarna hat.
In der ägyptischen Sprache der damaligen Zeit, die in Hieroglyphen und Hieratisch überliefert ist, wurden keine Vokale notiert. Daher entspricht die Vokalisierung keinesfalls der historischen Sprache. Glass und Goldmann schreiben dazu, dass sie solche Vokale gewählt haben, die sich leicht singen lassen, um die Rhythmen und Akzentuierungen neu zu gestalten. Dasselbe gilt für die Zitate in akkadischer Sprache aus den Amarnabriefen. Das Akkadische verzeichnete zwar Vokale, wird aber in der Oper als Silbenumschrift wiedergegeben und somit manchmal aus dem Wortzusammenhang gerissen. Dies lässt Kenner beider Sprachen schmunzeln, war aber wie beim Ägyptischen ein gewolltes Stilmittel.

## Diskographie
- Chor und Orchester der Stuttgarter Staatsoper unter Dennis Russell Davies mit Paul Esswood, 1987 (Ensemble der Uraufführung)